# 핵무기 홀로코스트

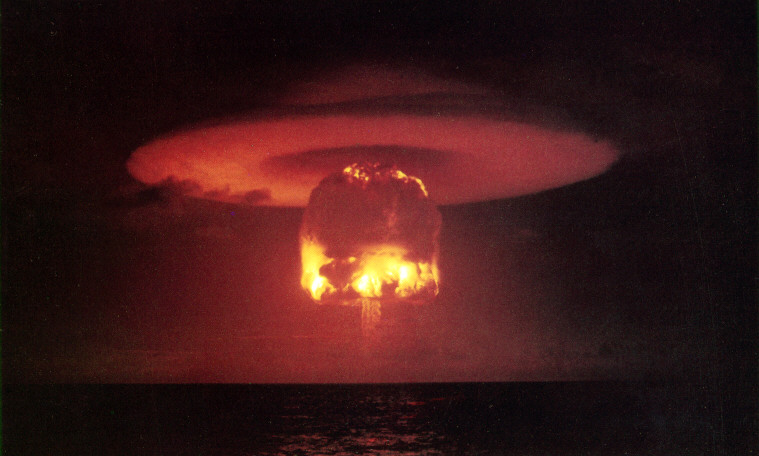
1954년 캐슬 로메오의 폭팔로 인한 버섯 구름.

핵무기 대학살, 핵무기 홀로코스트(Nuclear holocaust)는 핵전쟁이 인간의 문명을 파괴할 가능성을 말한다.